# Florian Grassl
Florian Grassl, né le 22 avril 1980 à Freilassing, est un skeletoneur allemand. Il n'a pas pu participer aux Jeux Olympiques d'hiver de 2006 à cause d'une blessure peu avant la compétition.

## Palmarès

### Championnats du monde
- Médaille d'argent en 2004.

### Coupe du monde
- Meilleur classement général : 2e 2009.
- 5 podiums en individuel : 2 victoires, 2 deuxièmes places et 1 troisième place.

#### Détails des victoires en Coupe du monde
| Édition   | Piste      | Total |
| 2007-2008 | Königssee  | 1     |
| 2008-2009 | Winterberg | 1     |